# Irish terrier
L'Irish Terrier è una razza canina irlandese riconosciuta dalla FCI (Standard N. 139, Gruppo 3 - Terrier, Sezione 2).
Ha un classico aspetto da terrier (ricorda l'Airedale Terrier), pelo rosso tipico irlandese, e zampe lunghe. Di temperamento vivace ed attivo
era definito in passato "piccolo diavolo temerario" per il suo eccezionale coraggio che lo porta, a volte, ad essere aggressivo con gli altri cani. Attualmente è un ottimo animale da compagnia, gentile, affettuoso, addestrabile e dignitoso.
L'Irish ha una spiccata attitudine alla caccia, una propensione alla difesa e in alcuni esemplari una innata predisposizione alla conduzione di armenti. Infatti dallo stesso ceppo nasce l'irish, rosso cacciatore che si mimetizza nel bosco per stanare più facilmente la selvaggina, il Kerry Blue scuro, guardiano e difensore della casa, il Soft Coated Wheaten chiaro ben coperto di pelo che vive con le greggi sui pascoli.

## Storia
Questa razza è antica di duemila anni. La sua prima immagine, tuttavia, è in un dipinto del Settecento.

L'Irish deriva da incroci dell'antico Terrier nero-focato. La razza si è sviluppata nella contea irlandese di Cork. Il suo standard fu fissato nel 1879, con la fondazione del relativo club.

## Particolarità
Il mantello dell'Irish ha bisogno di un attento stripping, al fine di mantenerne la bella linea.

## Galleria d'immagini

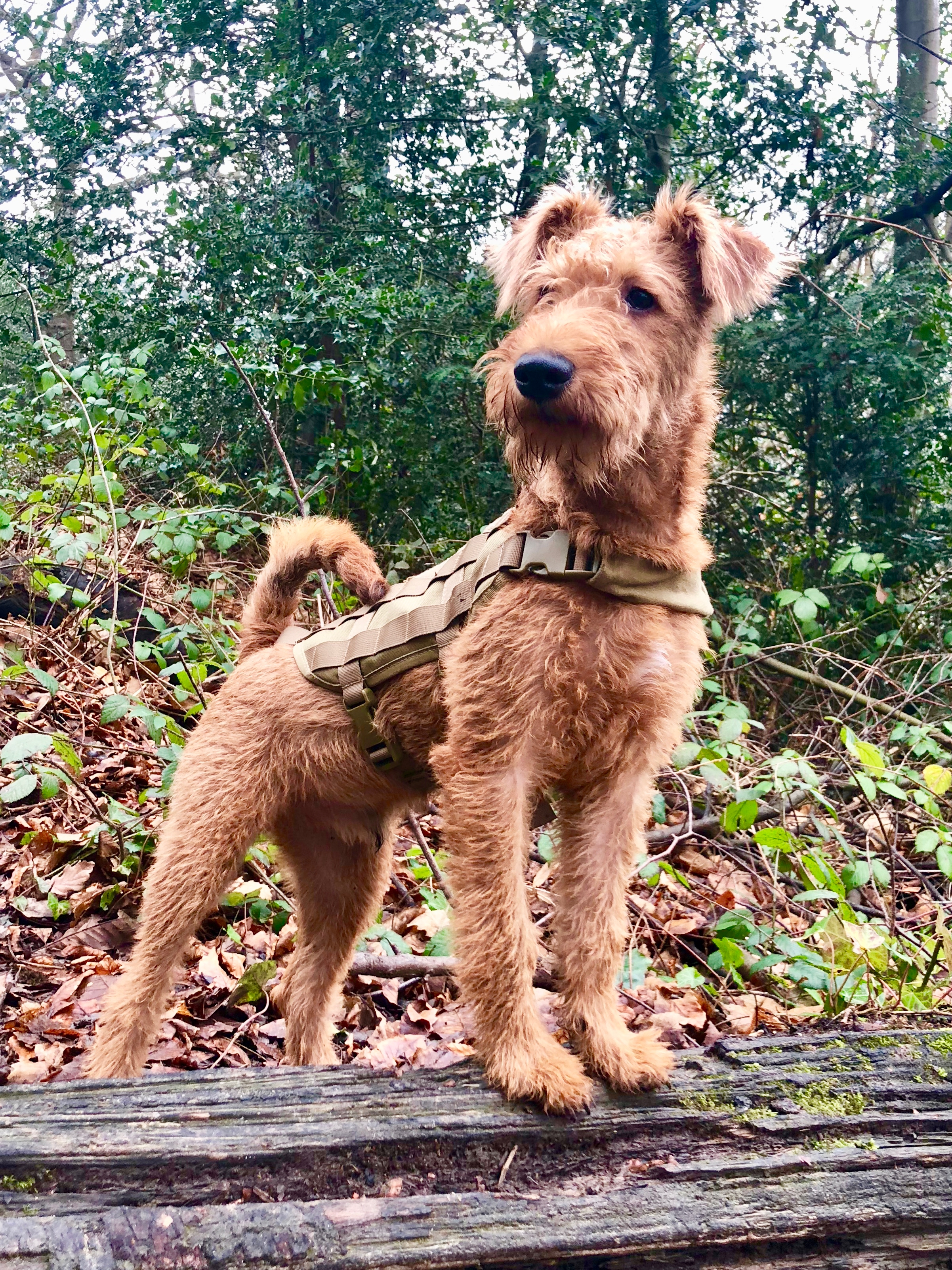
Irish terrier
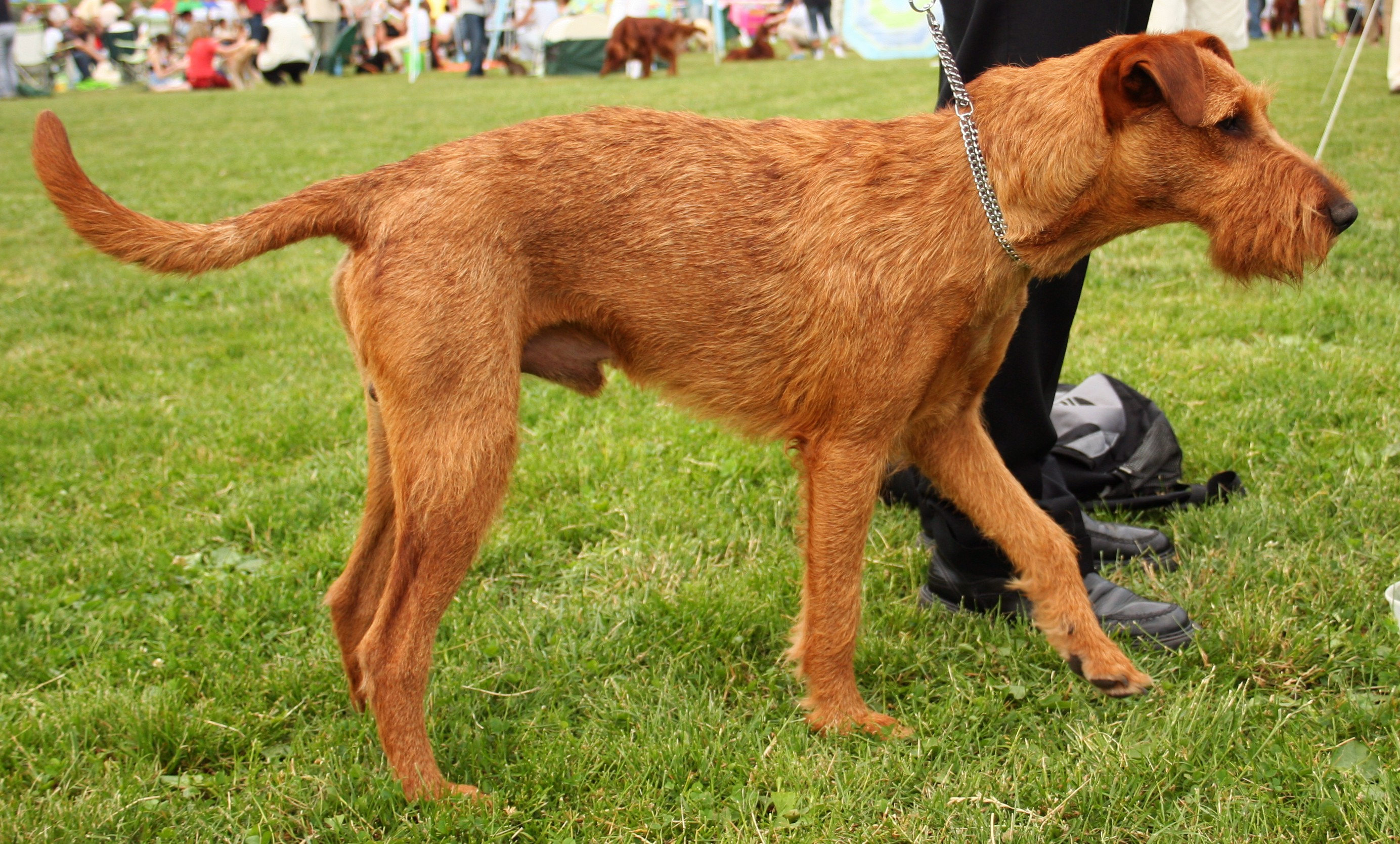
Irish terrier
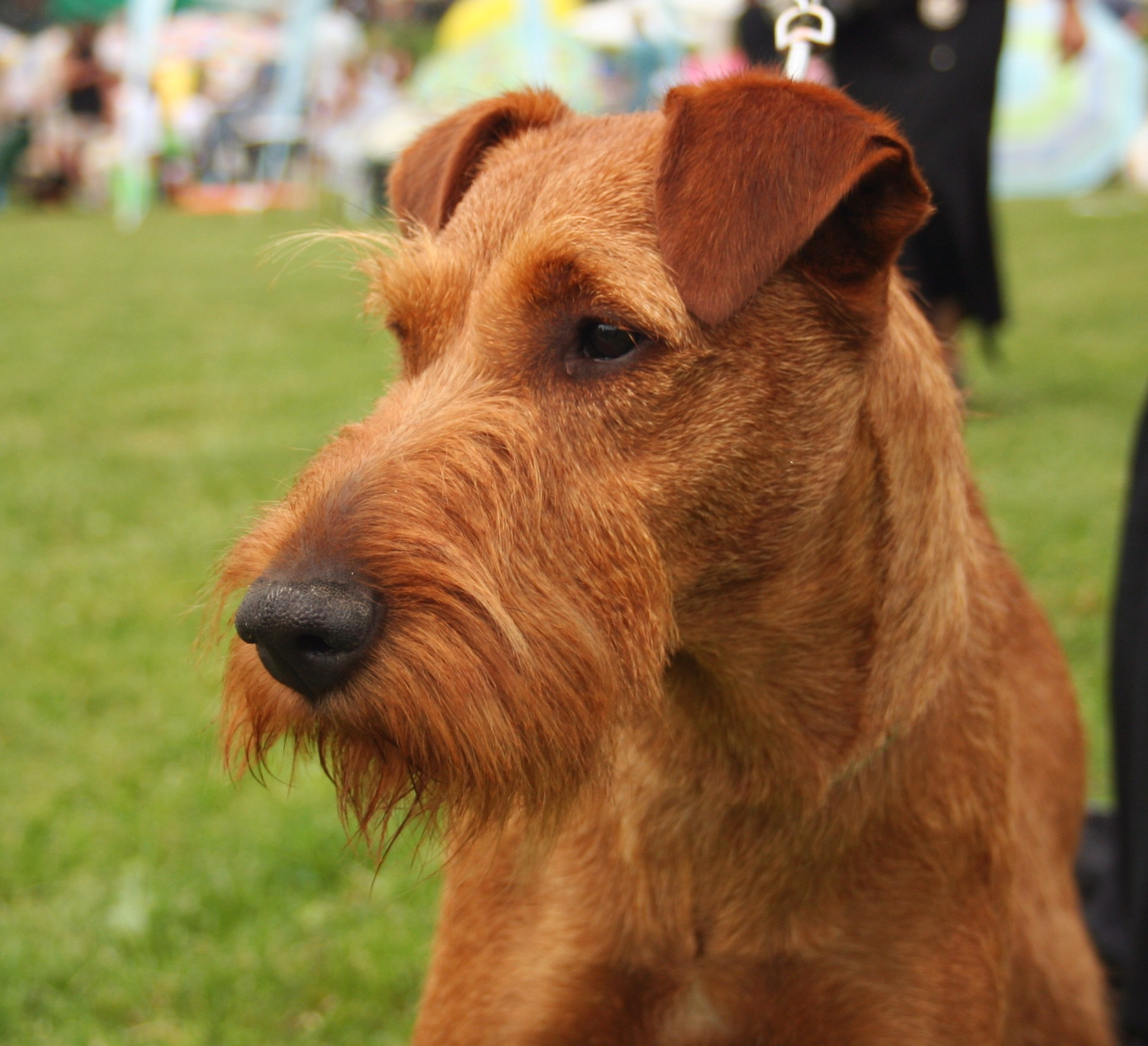
Irish terrier
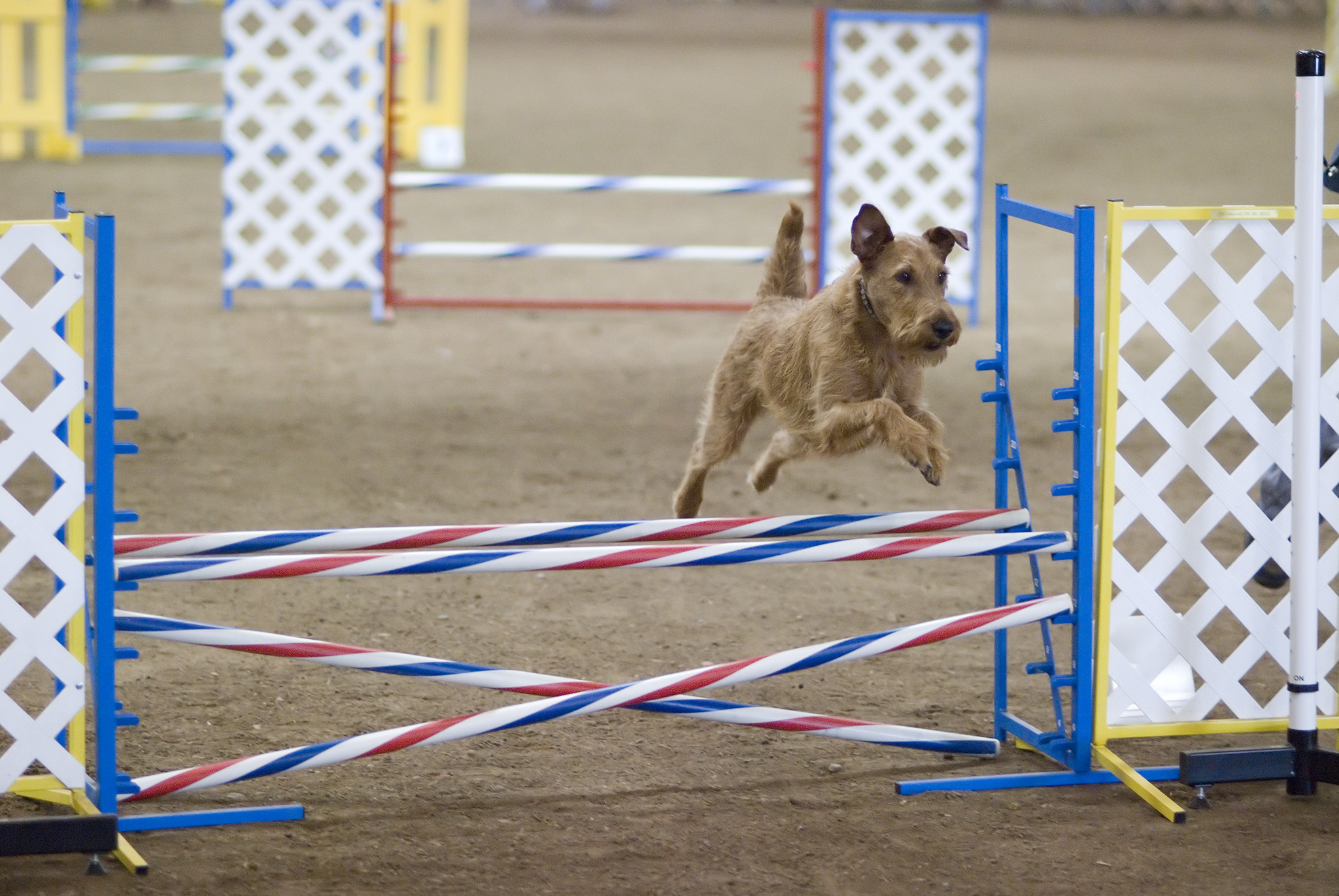
In un balzo abile
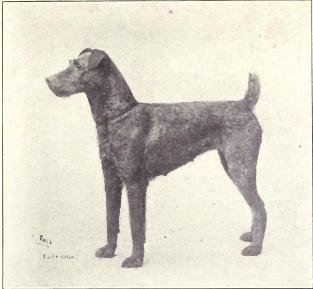
Irish Terrier intorno 1915
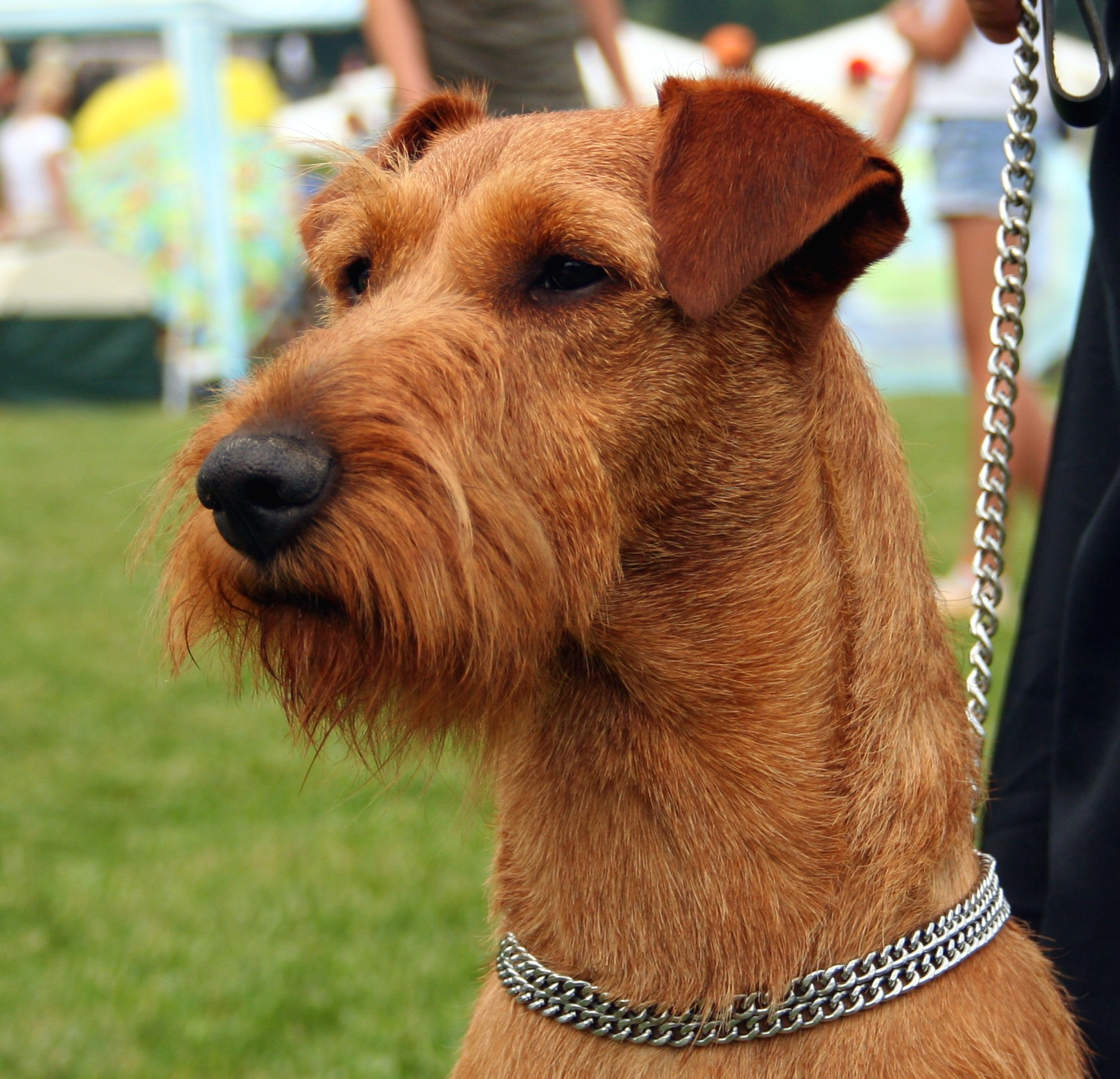
Irish terrier
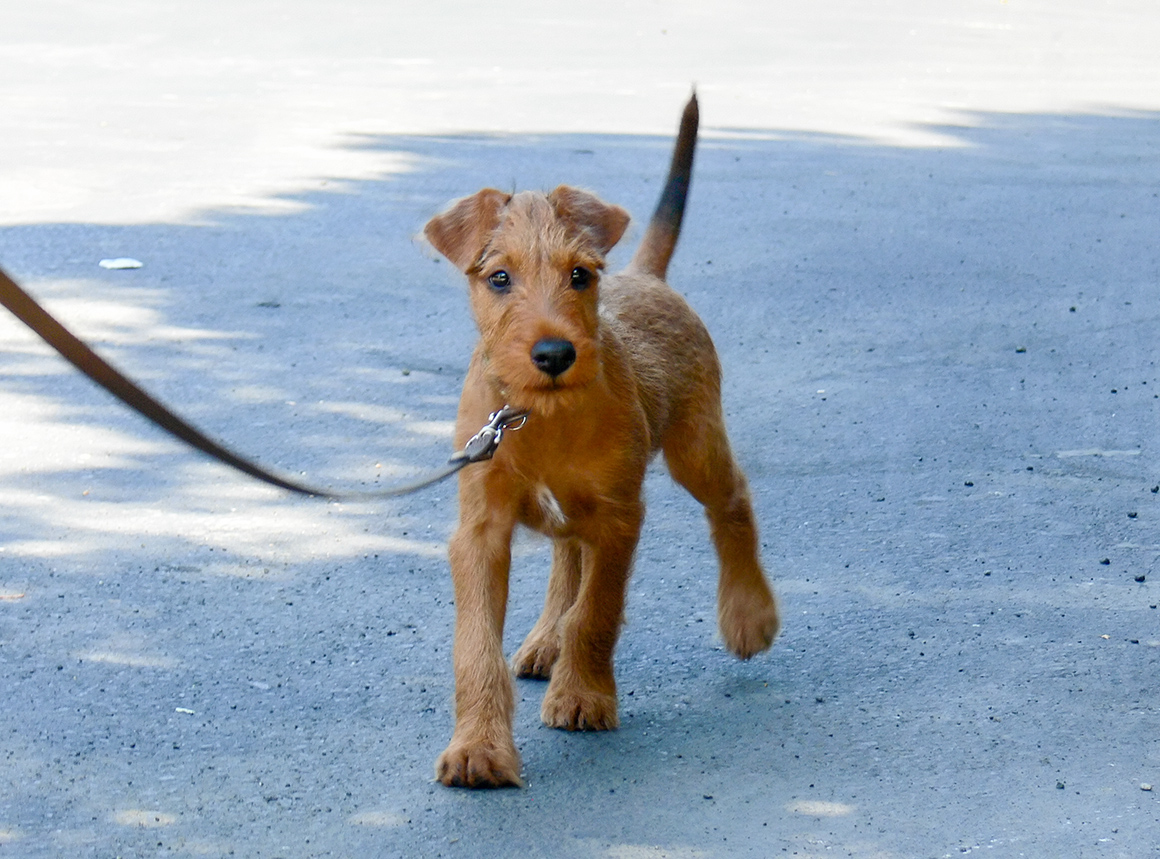
Giovane Irish Terrier